# Felix Streng
Felix Streng (* 16. Februar 1995 in La Paz, Bolivien) ist ein deutscher Leichtathlet im Behindertensport (ehem. der Startklasse T44, seit 1. Januar 2018 Klasse T64). Er ist auf Sprintstrecken und den Weitsprung spezialisiert.

## Leben
Felix Streng kam 1995 in La Paz ohne rechten Fuß und ohne einen Teil des unteren Schienbeins zur Welt. 2001 zog seine Familie mit ihm nach Coburg.

## Sportliche Karriere
Bei den Paralympics 2016 in Rio de Janeiro errang Streng Gold in der deutschen 4-mal-100-Meter-Staffel mit Paralympics-Rekord. Jeweils Bronze holte er über die 100 Meter und im Weitsprung. Am 1. November 2016 wurde er für seine sportlichen Leistungen mit dem Silbernen Lorbeerblatt geehrt. Zusammen mit seinen Staffelkollegen wurde er Behindertensportler-Mannschaft des Jahres.
2018 wurde Streng bei den Deutschen Hallenmeisterschaften in Dortmund im Rahmen einer eigenen Wertung beim Weitsprung in der Klasse T64 Deutscher Hallenvizemeister. Bei den IPC-Leichtathletik-Europameisterschaften in Berlin siegte er über 100 Meter mit Meisterschaftsrekord in 11,23 s und stellte über 200 Meter mit 22,35 s in der Vorrunde ebenfalls einen Meisterschaftsrekord auf, den er im Finale auf 21,88 s verbesserte. Und auch in der 4-mal-100-Meter-Staffel mit Markus Rehm, Phil Grolla und Johannes Floors siegte Streng mit Meisterschaftsrekord in 41,42 s. Im Weitsprung holte er mit persönlicher Bestleistung von 7,71 m Silber.
Bei den Paralympics 2020 in Tokio gewann er Gold über 100 Meter. Bei den Sommer-Paralympics 2024 in Paris gewann er Bronze über 100 Meter. Im Finale der 200 Meter wurde er disqualifiziert, da er dreimal die Linie seiner Bahn übertrat.
Felix Streng wird vom Prothesenhersteller Össur gesponsert.

## Ehrungen
- 2013 und 2014 Eliteschüler des Sports ausgezeichnet[8]
- 2016 vom Deutschen Behindertensportverband als Mannschaft des Jahres ausgezeichnet (4-mal-100-Meter-Staffel)
- 2018 Felix-Award (NRW-Behindertensportler des Jahres) mit der Sprintstaffel[9]

## Rekorde
Europarekorde
- 200 m: 21,42 s
- 4 × 100 m Staffel: 40,82 s

Deutsche Rekorde
- 100 m: 10,67 s
- 200 m: 21,42 s

Deutsche Hallenrekorde
- 60 m: 7,15 s
- 200 m: 22,42 s

Juniorenweltrekorde
- 200 m: 22,22 s
- 400 m: 54,92 s

Weitere Bestleistungen
- Weitsprung: 7,71 m

## Größte Erfolge
(Stand: 2. Dezember 2020)
IWAS World Junior Games Mayaguez 2013
- Goldmedaille 100 m (11,68 s)
- Goldmedaille 200 m (22,22 s)
- Bronzemedaille 400 m (54,92 s)
- Bronzemedaille Weitsprung (5,99 m)

IPC-Europameisterschaften Swansea 2014
- Goldmedaille 200 m (22,93 s)
- Silbermedaille 100 m (11,53 s)
- 4. Platz Weitsprung (6,41 m)

IPC-Weltmeisterschaften Doha 2015
- Goldmedaille 4 × 100 m Staffel (41,86 s/ER)
- 4. Platz 100 m (11,16 s)
- 5. Platz Weitsprung (6,77 m)

IPC-Europameisterschaften Grosseto 2016
- Goldmedaille 4 × 100 m Staffel (41,49 s/ER)
- Silbermedaille 100 m (11,20 s)
- Silbermedaille 200 m (22,04 s)
- 4. Platz Weitsprung (6,90 m)

Paralympics Rio de Janeiro 2016
- Goldmedaille 4 × 100 m Staffel (40,82 s/ER)
- Bronzemedaille 100 m (11,03 s)
- Bronzemedaille Weitsprung (7,13 m/PB)
- 8. Platz 200 m (22,55 s)

IPC-Europameisterschaften Berlin 2018
- Goldmedaille 100 m (11,23 s)
- Goldmedaille 200 m (21,88 s)
- Goldmedaille 4 × 100 m Staffel (41,42 s)
- Silbermedaille Weitsprung (7,71 m/PB)

IPC-Weltmeisterschaften Dubai 2019
- Bronzemedaille 100 m (11,00 s)
- 4. Platz Weitsprung (7,06 m)

## Sonstiges
- Ende 2018 nahm Streng an der Spielshow Catch! Der große Sat.1 Fang-Freitag teil.[10]